# Cap carbonate
Een cap carbonate is in de geologie een gesteentelaag bestaande uit kalksteen, die de bovenste laag vormt van een in een ijstijd afgezette opeenvolging.
Tijdens ijstijden is het albedo (het lichtweerkaatsend vermogen) van het aardoppervlak veel hoger dan normaal, zodat het koude klimaat zichzelf versterkt. Het einde van een ijstijd komt daarom meestal pas als grote hoeveelheden extra broeikasgassen, zoals kooldioxide, in de atmosfeer terechtkomen. De extra broeikasgassen versterken het broeikaseffect zodanig dat het klimaat weer warmer wordt. 
Door het warmere klimaat en het grotere oppervlakte oceaanwater na afloop van een ijstijd vindt er meer verdamping plaats en wordt het klimaat natter. De grotere hoeveelheid neerslag "wast" de kooldioxide uit de atmosfeer in de vorm van zure regen (regenwater waarin koolzuur is opgelost). Het gevolg is een grotere snelheid van chemische verwering. Deze verwering slaat bijvoorbeeld toe in het door gletsjers in de ijstijd afgezette puin in morenes. Dit wordt als het ware uitgeloogd, calciumcarbonaat (kalk) lost in het water op. Het water stroomt uiteindelijk naar de oceaan, zodat de concentratie opgeloste kalk in het zeewater stijgt, wat leidt tot wereldwijde afzetting van kalklagen.